# غازیاتان
غازیاتان، روستایی از توابع بخش مرکزی شهرستان رزن در استان همدان ایران است.

## جمعیت
این روستا در دهستان رزن قرار دارد و براساس سرشماری مرکز آمار ایران در سال ۱۳۹۵، جمعیت آن ۱۵۷ نفر (۴۸خانوار) بوده‌است.